# Domenico Baranelli
Domenico Baranelli (Bonefro, 4 febbraio 1895 – Siena, 23 settembre 1987) è stato un pittore italiano.
Figlio di Luigi (originario di Ferrazzano) e di Luisa Lalli. Dopo aver frequentato l'Accademia di belle Arti di Venezia (1913 - 1915), partecipò alla prima guerra mondiale del 1915 - 1918. Completò la sua formazione artistica a Napoli, allievo di Vincenzo Gemito. Nel 1926 lascia Napoli per stabilirsi a Milano, dove inizia la sua partecipazione a molteplici rassegne della pittura contemporanea (tra cui le Biennali di Venezia del 1936 e del 1948, la Quadriennale romana del 1952). Tenne molteplici mostre personali, tra cui due tenute a Milano nel 1933 alla Galleria del Milione e nel 1947 alla Galleria S. Spirito, tre a Firenze nel 1939, nel 1941, e nel 1952 a Palazzo Strozzi, e una alla Bussola di Torino nel 1956.
Sue opere si trovano nella Galleria di Arte Moderna di Firenze, nella Galleria di Arte Moderna di Milano, presso il Comune di Napoli, nella sede del Monte dei Paschi di Siena, nel Palazzo Comunale di Siena, nella galleria del Comune di Ferrara, nella raccolta pubblica di grafica italiana contemporanea presso il Gabinetto di disegni e stampe dell'Istituto di Storia dell'Arte dell'Università di Pisa, nell'Istituto Storico della Resistenza in Toscana. È inoltre stato costituito un fondo cartaceo a lui intitolato presso l'archivio contemporaneo "A. Bonsanti" del Gabinetto scientifico-letterario G. P. Vieusseux di Firenze, constante soprattutto da lettere e cartoline di suoi corrispondenti fra i quali Norberto Bobbio e Piero Calamandrei. 